# Aurélien Chedjou
Aurélien Bayard Chedjou Fongang (Douala, 1986. június 20. –) kameruni válogatott labdarúgó, jelenleg a francia labdarúgó-bajnokságban szereplő Amiens játékosa. Posztját tekintve belsővédő.

## Sikerei, díjai
Lille
- Francia bajnok: 2010–11
- Francia kupagyőztes: 2010–11

Galatasaray
- Török szuperkupagyőztes: 2013
- Török kupagyőztes: 2013–14